# Vallabrègues
Vallabrègues ist eine französische Gemeinde mit 1376 Einwohnern (Stand 1. Januar 2022) im Département Gard in der Region Okzitanien.

## Geografie
Vallabrègues liegt als einzige Gemeinde der Region Languedoc-Roussillon auf der linken (östlichen) Seite der Rhône. Zum Gemeindegebiet gehören allerdings auch Flächen in der Ebene westlich der Rhône. Grund für diese Lage ist die Änderung des Flussverlaufs der Rhône. Wenige Kilometer flussabwärts wird der Fluss durch ein Wasserkraftwerk gestaut, das auch Gelegenheit bietet, an dieser Stelle den aufgestauten Rhône-Kanal sowie nach einer etwa 2 km langen Wegstrecke die Rhône und den Gardon in Richtung Comps zu überqueren.
Der Ort ist sowohl von Avignon als auch von der Kreishauptstadt Nîmes etwa 20 Kilometer entfernt.

## Verkehrsanbindung
Durch den Ort führt die D 183A, die ihn einerseits mit einer weiter nördlich gelegenen Rhône-Brücke, andererseits mit dem südlich gelegenen Tarascon verbindet, an dessen Stadtrand ebenfalls eine Brücke über den Fluss führt. Eine weitere Flussüberquerung bietet die oben beschriebene Strecke über das Wasserkraftwerk (D 28).
Weitere Straßen führen über Boulbon ins östliche Hinterland. Eine direkte Eisenbahnanbindung gibt es nicht.
Der Ort verfügt über einen kleinen Jachthafen und eine Anlegemole für Frachtschiffe.

## Bevölkerungsentwicklung
| Jahr      | 1962 | 1968 | 1975 | 1982 | 1990 | 1999 | 2008 | 2017 |
| --------- | ---- | ---- | ---- | ---- | ---- | ---- | ---- | ---- |
| Einwohner | 1078 | 1082 | 918  | 960  | 1016 | 1197 | 1298 | 1392 |

## Sehenswürdigkeiten
- Kirche St.-André
- Gedenkkreuz

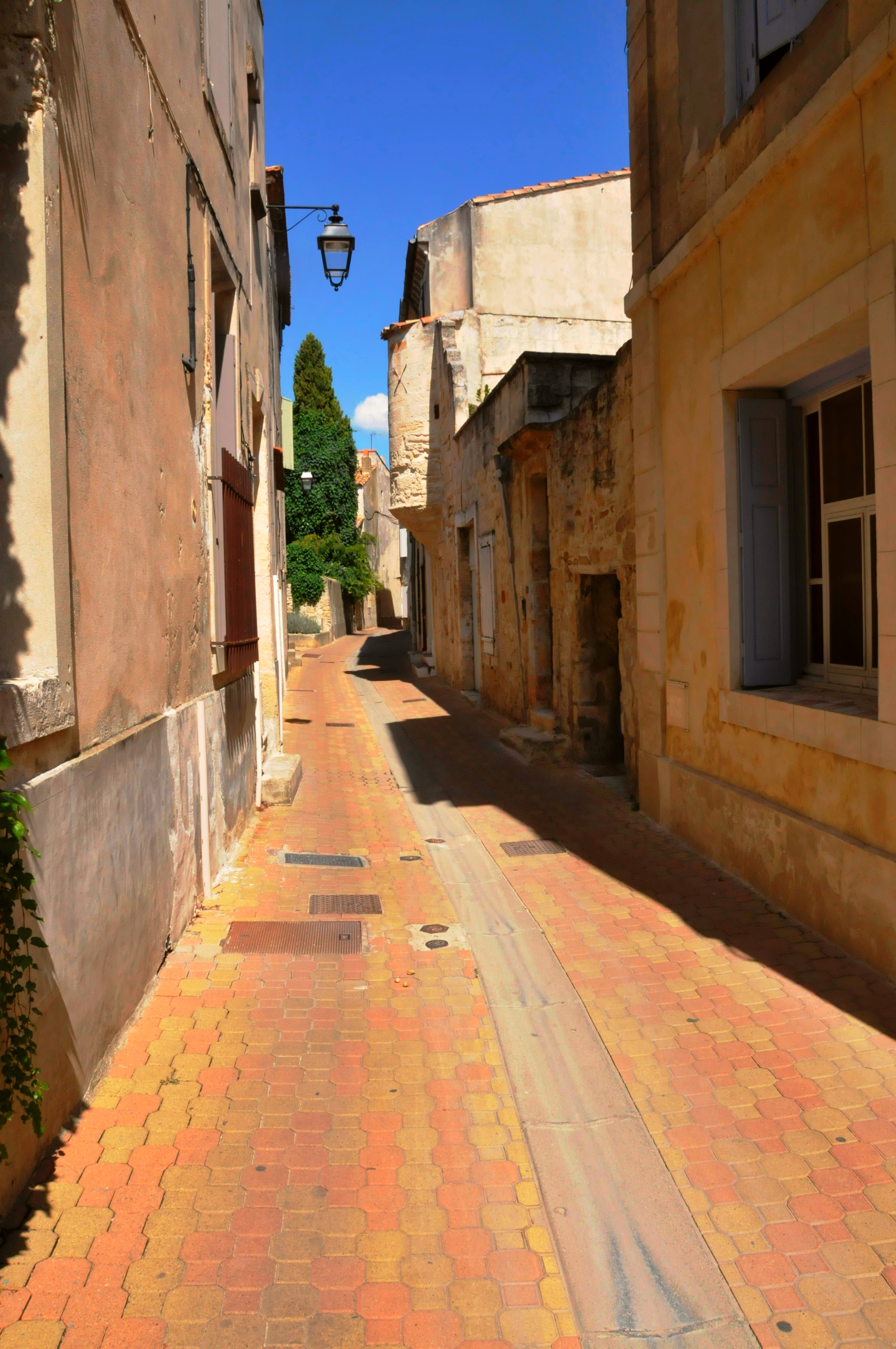
Gasse in Vallabrègues
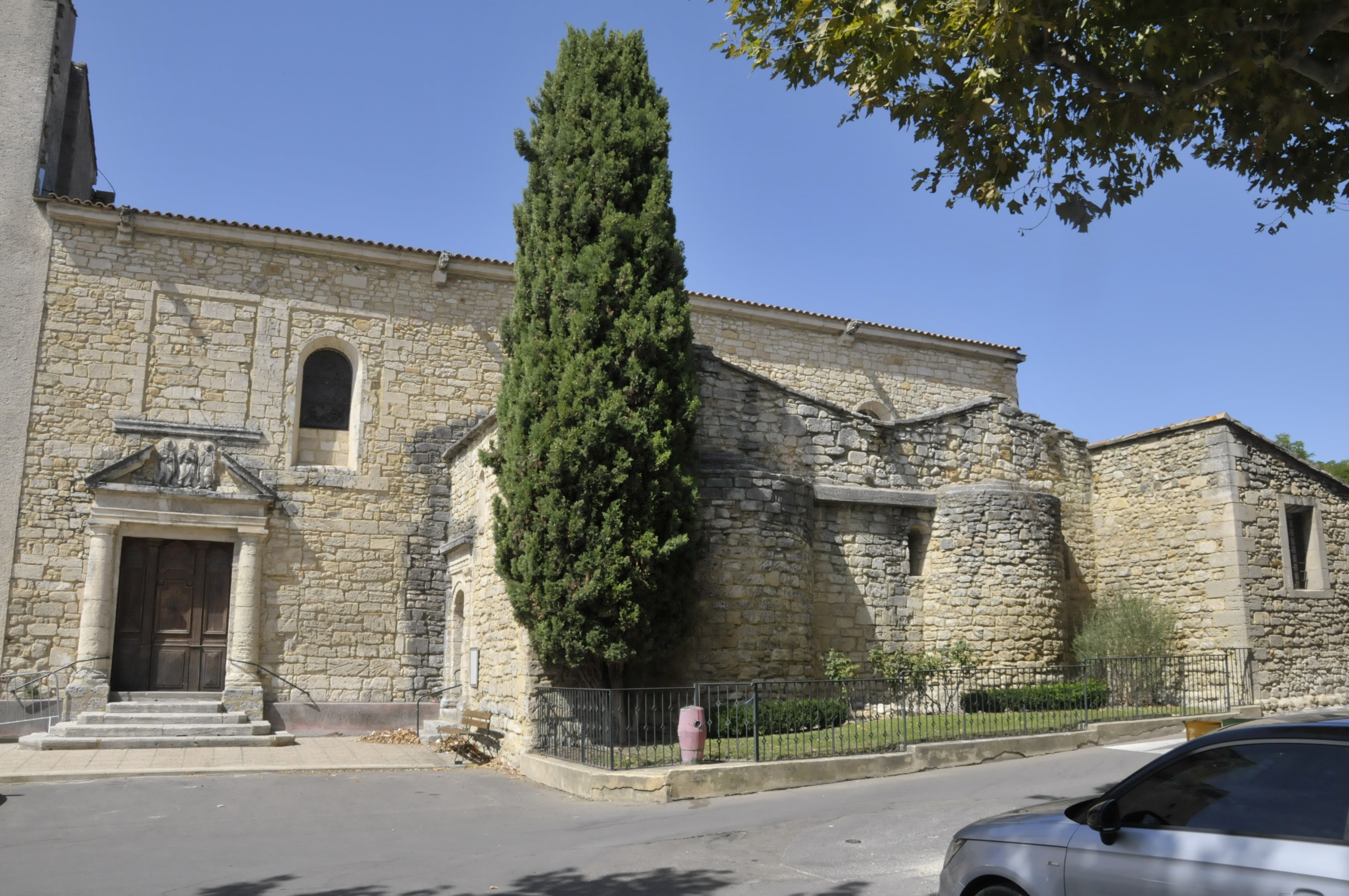
Kirche Saint-André
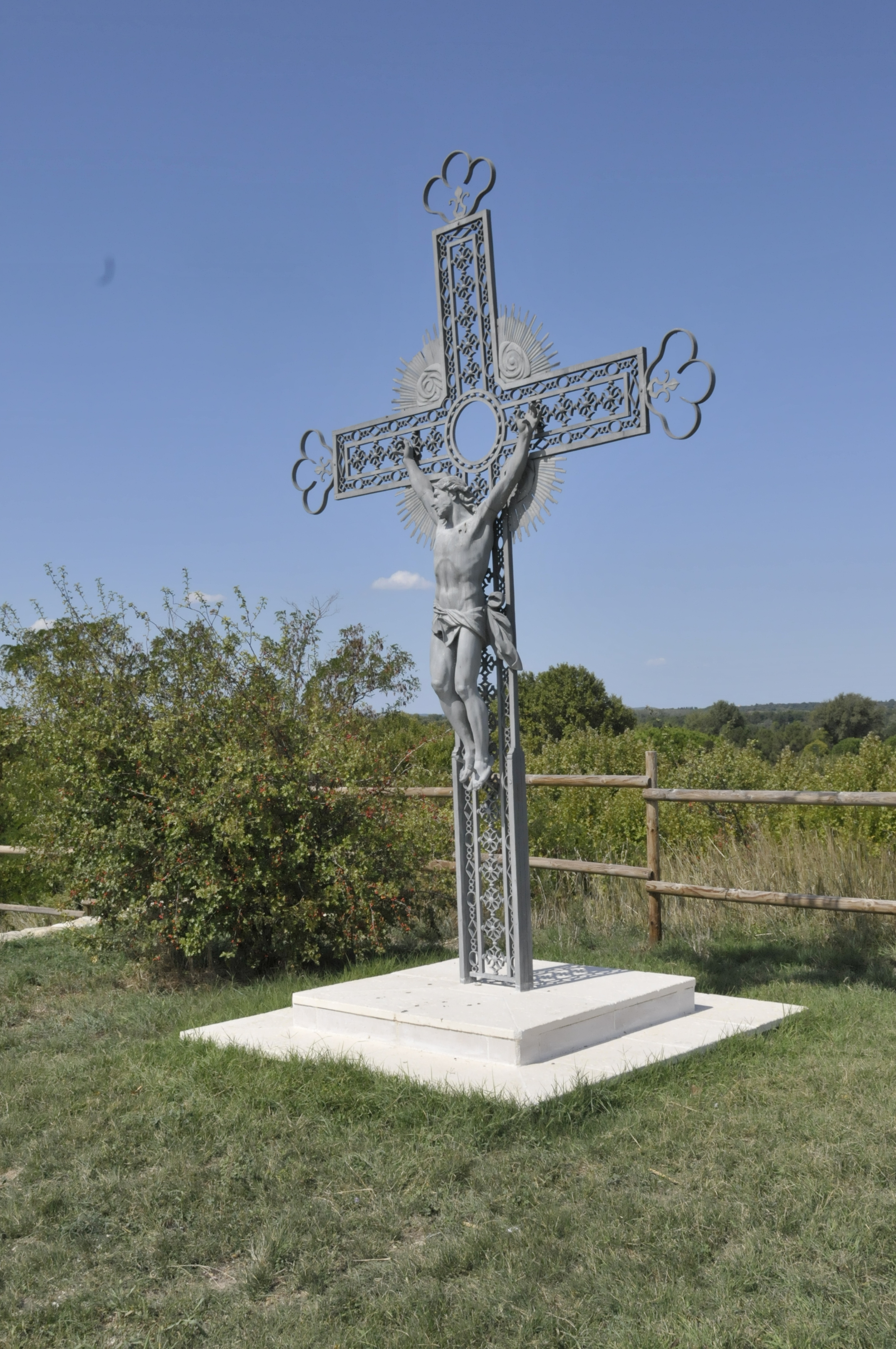
Gedenkkreuz